# Restaurant Adlon
Restaurant Adlon var en danserestaurant og natklub beliggende Nørregade 41 i København, som senere husede Jazzhus Montmartre.
Adlon åbnede 8. november 1923 og lukkede 1964.[kilde mangler]
Leo Mathisen spillede bl.a. her under 2. verdenskrig.

## Adlon i film og sangtekst
Restaurant Adlon er blevet foreviget af Poul Henningsen i sangen Tag og kys det hele fra mig, som blev lanceret af Liva Weel i P.H.-revyen På Halen i Riddersalen 1932. 
Filmen Skal vi vædde en million?, Danmarks første "tale-lystspil" fra 1932, med Hans W. Petersen i rollen som komponisten, der spillede schlagere på flyglet i restaurant "Flagermusen", havde Adlon som skueplads. Marguerite Viby blev i filmen kaldt en "knockabout-elskerinde" og hed den "lille, søde Aurora", Hans Kurt var hendes habile bejler, og Otto Lingtons orkester spillede melodier af Kai Normann Andersen. 